# الذهبية (حلب)
الذهبية  قرية سوريّة تتبع إداريّاً لمحافظة حلب منطقة جبل سمعان ناحية مركز جبل سمعان، بلغ تعداد سكانها 1,424 نسمة حسب التعداد السكاني لعام 2004.